# Graz Challenger
Il Graz Challenger è stato un torneo professionistico di tennis giocato su campi in sintetico. Faceva parte dell'ATP Challenger Series. Si giocava annualmente a Graz in Austria.

## Albo d'oro

### Singolare
| Anno | Campione          | Finalista      | Punteggio     |
| ---- | ----------------- | -------------- | ------------- |
| 1989 | Eric Jelen        | Goran Prpić    | 4–6, 6–0, 6–4 |
| 1988 | Alex Antonitsch   | Thomas Muster  | 6–3, 6–4      |
| 1987 | Christian Saceanu | Mark Woodforde | 5–7, 6–3, 6–4 |

### Doppio
| Anno | Campioni                       | Finalisti                              | Punteggio     |
| ---- | ------------------------------ | -------------------------------------- | ------------- |
| 1989 | Petr Korda Jaroslav Navrátil   | Stanislav Birner Richard Vogel         | 6–3, 6–7, 7–5 |
| 1988 | Denys Maasdorp Torben Theine   | Stanislav Birner Alessandro De Minicis | 6–4, 6–4      |
| 1987 | Grant Connell David Livingston | Carl Limberger Mark Woodforde          | 7–5, 6–3      |